# Trolii (film)
Trolii este un film 3D de animație din anul 2016, comedie bazată pe jucăriile cu troli realizate de Thomas Dam.